# مسجد خضر بك
مسجد خضر بك، من مساجد العراق التراثية القديمة المشهورة ويقع في محلة إمام طه قرب شارع الجمهورية، في جانب الرصافة من بغداد، وخضر بك ينتسب إلى أسرة آل عبد الجليل وهي الأسرة التي حكمت مدينة الحلة في القرنين الثاني عشر والثالث عشر للهجرة، وهو خضر بن عبد الله جلبي بن (أمير ركب الحاج) محمد ياسين جلبي المتوفى عام 1212هـ/ 1797م، والأمير محمد ياسين هو الذي شيد المسجد في عام 1200هـ/ 1785م، وانشأ سقاية للنفع العام فيهِ سميت فيما بعد سقاية خضر بك، ولقد عمرتهُ رحمة أم خضر بك عام 1318هـ/ 1900م، ووقفت السيدة رحمة خاتون بنت عبد الكريم جلبي بن محمد ياسين جلبي (وهي من أسرة الواقف) عدداً من البساتين على مصالح المسجد وسقايته، ثم جدد المسجد ابنها خضر بك في عام 1321هـ/ 1904م، وبعد ذلك عمر بناؤه وجدده المتولي في عام 1359هـ/ 1940م، وآخر تجديد للجامع سنة 1361هـ/ 1942م وكان التعمير من قبل المتولي عبد الله مظفر ثم عمرهُ أبنه المتولي غالب من بعدهِ، وسياج الجامع متداعي إلا أن الحرم جدد في عام 1393هـ/ 1973م.